# Houka Kinoshita
Houka Kinoshita (木戸 明) (Osaka, Japão, 24 de janeiro de 1964), é um ator japonês.

## Filmografia

### Filmes
- Sonatine - Membro da Kitajima-Gumi (1993)
- Oshioki Haihiiru - (1994)
- Godzilla vs. Space Godzilla - Piloto do Mogera (1994)
- Kishiwada Shounen Gurentai (1996)
- Marutai no Onna - Eiji (1997)
- Neptune in Dotsuki-Dotsukare (1998)
- Issho Asonde Kurashitai - Seiji (1998)
- Kizuna - Shinji Miyake (1998)
- Ah Haru - Bebado (1998)
- Nodo Jiman - (1999)
- Kin'yuu Fushoku Rettou: Jubaku - (1999)
- Dokomademo Ikou - Metorupanchi (1999)
- Senrigan - (2000)
- Swing Man - Hozumi Kida (2000)
- Isola: Tajuu Jinkaku Shojo - (2000)
- Kurayami no Requiem - Wakagashi (2000)
- Concent - Takayuki Asakura (2001)
- Gaichu - Motorista do Caminhão (2001)
- Koroshiya 1 - Sailor's Love (2001)
- Onmyoji - Kanmu-Ten'nou (2001)
- Pakodate-Jin (2002)
- Kin'yu Hametsu Nippon: Togenkyo no Hito-bito - Umekawa (2002)
- Igyo no Koi - (2002)
- Keimusho no Naka - (2002)
- Ikka - (2003)
- Tonari no Monchan - (2003)
- Get Up! - (2003)
- Shouwa Kayou Daizenshuu - (2003)
- World Flowers - (2004)
- Deracine - (2004)
- In the Pool - (2005)
- Irasshaimase, Kanja-sama (2005)
- Shinobi: Heart Under Blade - Kisaragi Saemon (Kouga) (2005)
- Nezu no Ban - Kyoshi (2005)
- Aoi Uta - Nodo jiman Seishun hen - Umino (2006)
- Divide - (2006)
- Yoki na Gyangu ga Chikyu o Mawasu - Hayashi (2006)
- Kiraware Matsuko no Issho - (2006)
- Red Letters - (2006)
- Eye-Smarting Smoke - (2006)
- M - (2006)
- Humoresque: Sakasama no Cho - (2006)
- Tobo Kusotawake - (2007)
- Pacchigi! Love & Peace - (2007)
- Jirochou Sangokushi - (2008)
- Shiawase no Kaori - (2008)
- Kamen Rider Kiva: Makaijou no Ou - Akira Shido (2008)

### Series
- Saiko no Koibito - (TV Asahi, 1995)
- Gakko no Kaidan G - (Fuji TV, 1998)
- Onmyoji Abe no Seimei - Mitsushiro no Fujiwara (Fuji TV, 2002)
- Sky High 2 - Shuji Yanagihara (TV Asahi, 2004, ep1)
- Fukushu no Diamond - (TV Asahi, 2006)
- Tokumei Kakarichou Tadano Hitoshi 2 - SP3 (TV Asahi, 2006)
- Gekidan Engimono - (Fuji TV, 2006)
- Akuma ga Kitarite Fue wo Fuku - (Fuji TV, 2007)
- Byakkotai - (TV Asahi, 2007)
- Aibou - (TV Asahi, 2007, ep12)
- Yama Onna Kabe Onna - Midorikawa (Fuji TV, 2007, ep6)
- Team Batista no Eiko - Tamotsu Kishikawa (Fuji TV, 2008)
- Nene - (TV Tokyo, 2009)

### Tokusatsu
- Ougon Kishi GARO (TV Tokyo, 2006, ep10)
- Kamen Rider Kiva - Akira Kido (TV Asahi, 2008)